# Emily the Criminal
Emily the Criminal é um longa metragem de suspense policial estadunidense lançado em 2022 escrito e dirigido por John Patton Ford em sua estreia no cinema. É estrelado por Aubrey Plaza, Theo Rossi, Megalyn Echikunwoke e Gina Gershon. Ele estreou no Festival de Cinema de Sundance em 24 de janeiro de 2022 e foi lançado nos Estados Unidos em 12 de agosto de 2022, pela Vertical Entertainment e Roadside Attractions. Recebeu críticas geralmente positivas dos críticos por seus comentários sociais e pelo desempenho de Plaza. O filme foi indicado a quatro categorias no 38º Independent Spirit Awards: melhor primeiro roteiro, melhor performance protagonista e coadjuvante e primeiro longa; a premiação ocorrerá em 4 de Março de 2023.

## Elenco
- Aubrey Plaza como Emily Benetto
- Theo Rossi como Youcef Haddad
- Megalyn Echikunwoke como Liz, Melhor amiga de Emily
- Gina Gershon como Alice, Chefe de Liz
- Jonathan Avigdori como Khalil Haddad, Youcef's sobrinho.
- Bernardo Badillo como Javier
- John Billingsley como Grente
- Brandon Sklenar como Brent

## Produção
Em agosto de 2021, Aubrey Plaza, Gina Gershon, Megalyn Echikunwoke e Theo Rossi foram confirmados para estrelar. As filmagens ocorreram ao longo de vinte dias em Los Angeles, com um dia adicional de filmagem no México. Nathan Halpern compôs a trilha sonora.
Emily the Criminal é o primeiro longa-metragem do escritor e diretor John Patton Ford. Seu filme de tese no American Film Institute, Patrol, estreou no Festival de Cinema de Sundance de 2010 e foi selecionado para o Oscar de 2011. Ao escrever Emily the Criminal, Ford baseou-se em suas próprias experiências com dívidas estudantis e trabalhando em restaurantes. Depois que Plaza leu o roteiro, ela embarcou como produtora, além de concordar em estrelar o filme.

## Lançamento
O filme estreou no Festival de Cinema de Sundance de 2022 em 24 de janeiro. Em fevereiro de 2022, a Vertical Entertainment e a Roadside Attractions adquiriram os direitos de distribuição para os Estados Unidos e Canadá, e a Universal Pictures adquiriu os direitos internacionais. Foi lançado em 12 de agosto de 2022. A Netflix começou a exibir o filme nos Estados Unidos em 7 de dezembro de 2022.
O filme foi lançado para plataformas VOD em 27 de setembro de 2022, seguido por um lançamento em Blu-ray e DVD em 29 de novembro de 2022.

## Recepção

### Bilheteria
Emily the Criminal arrecadou $ 2,2 milhões na América do Norte, contra um orçamento de produção de $ 2 milhões.

### Resposta da Crítica

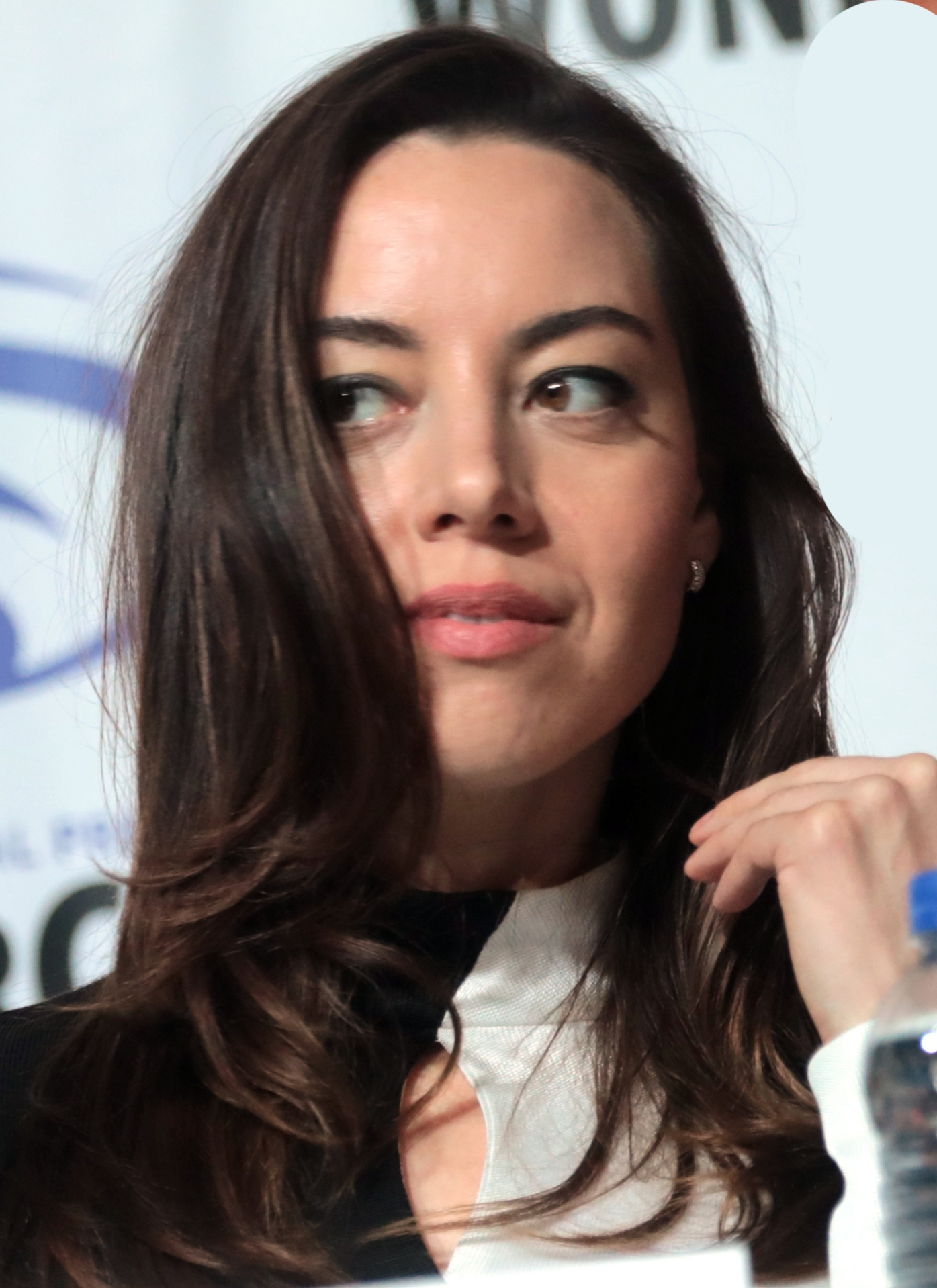
Aubrey Plaza's desempenho no papel Emily Benetto foi aclamado pela crítica.

No site agregador de críticas, Rotten Tomatoes, 94% das 188 críticas dos críticos são positivas, com uma classificação média de 7,6/10. O consenso do site diz: "Um thriller tenso que contém uma riqueza de comentários sociais, Emily the Criminal é roubada pelo trabalho fantástico de Aubrey Plaza no papel principal". Metacritic, que usa uma média ponderada, atribuiu ao filme uma pontuação de 75 em 100, com base em 37 críticos, indicando "críticas geralmente favoráveis".
O desempenho de Plaza e a direção de Ford receberam elogios. Damon White, do Deadline Hollywood, escreveu: "[Embora] Ford não nos insulte com clichês sobre heroínas incríveis, ele nos dá um roteiro enganosamente rico que explica para onde Emily chegou - e para onde ela irá, garantindo um final satisfatório que, embora dark, não parece muito açucarado." Kate Erbland, do IndieWire, deu ao filme um A– e escreveu sobre a personagem de Plaza, Emily: "Ela é simpática? Ela é resgatável? Ela é uma heroína? Como Emily pode perguntar, quem se importa? Com um filme e uma estrela no controle de seu material preto como breu, ela não está errada. Estamos apenas acompanhando o passeio e não teríamos outra maneira." Benjamin Lee, do The Guardian, deu ao filme 4 de 5 estrelas e elogiou a direção de Ford, chamando-o de "uma estreia inegavelmente marcante, engenhosa e envolvente o suficiente para nos deixar curiosamente empolgados com o que quer que ele decida fazer a seguir".